# Моллі Мелоун
Віоле́т Елі́забет Мело́ун (сценічний псевдонім Мо́ллі Мело́ун) (7 грудня 1888 — 14 лютого 1952) — американська акторка епохи німого кіно. З'явилася в 86 фільмах між 1916 і 1929 рр.

## Біографія
Батько, Льюїс Мелоун, був металургом в гірничохімічній компанії. Мати, Віолет Сент-Джон, народилася в Небрасці від батьків-іммігрантів з Англії.
Кінокар'єру почала у відносно пізньому віці, 29 років, але незабаром була помічена режисером Роско Арбаклом, у ряді короткометражок якого знялася. Серед них були: «За кулісами» і «Гараж», художній фільм «Підсумок новин». Вона також з'явилася у фільмах режисера Джона Форда і Кларенс Бадгер.

## Вибрана фільмографія
- Кривава гора / Mountain Blood (1916)
- Проти Бродвею / Bucking Broadway (1917)
- Пряма стрільба / Straight Shooting (1917)
- Душа Гердера / The Soul Herder (1917)
- Порятунок / The Rescue (1917)
- Приманка в цирку / Lure of the Circus (1918)
- Дурні жінки / A Woman's Fool (1918)
- Багряна крапля / The Scarlet Drop (1918)
- Золото злодіїв / Thieves' Gold (1918)
- Дикі жінки / Wild Women (1918)
- Примарні вершники / The Phantom Riders (1918)
- Селюк / The Hayseed (1919)
- За кулісами / Back Stage (1919)
- Герой пустелі / A Desert Hero (1919)
- Банківський службовець / The Bank Clerk (1919)
- Підсумок новин / The Round-Up (1920)
- Гараж / The Garage (1920)
- Впевнений вогонь / Sure Fire (1921)
- Червона мужність / Red Courage (1921)
- Зроблено на небесах / Made in Heaven (1921)
- Не відпускай мене / Never Let Go (1922)
- Маленький Джоні Джонс / Little Johnny Jones (1923)
- Лейкопластир / Court Plaster (1924)
- Бандит Бастер / The Bandit Buster (1926)
- Золотий жеребець / The Golden Stallion (1927)
- Паразити наречених / The Newlyweds' Pests (1929)